# Glossaire du baseball
Le glossaire du baseball reprend les termes courants utilisés dans les différents appels ou phases de jeu. Il peut être une aide pour des recherches ou commentaires et des parutions d'articles sur le baseball.
Bien que la terminologie exacte vienne de l'anglais, de nombreux pays, tels la Suisse ou le Canada, utilisent ces termes francisés. Pour cette raison, les listes ci-dessous comprennent les termes traduits du français vers l'anglais et de l'anglais vers le français.
Les termes marqués d'un (*) sont ceux qui sont majoritairement utilisés en France. Si aucun des deux termes (français ou anglais) n'est marqué, c'est que les deux mots sont autant utilisés l'un que l'autre.

## Vocabulaire français-anglais

### A
- À l'extérieur (*) ou sur terrain adverse : away
- Abri des joueurs : dugout
- Accorder une base sur balle (*) : to walk a batter
- Se rendre à une base (*) : to make a base
- Alourdisseur de batte (*) : a donut ou on-deck bat weight
- Alterner (*) ou interchanger : to platoon
- Amorti ou coup amorti : bunt
- Amorti en territoire des fausses balles (*) : foul bunt
- Amorti sacrifice : sacrifice bunt (*)
- Amortir (la balle) : to bunt (the ball)
- Annoncer (une balle ou un strike) : to call (a ball or a strike)
- Appel sur balle morte (*) : dead ball appeal
- Arbitre de marbre (*) : umpire-in-chief or plate umpire
- Arbitre de base (*) : base umpire
- « Arrêt ! » ou « Temps mort ! » : "Time!" (*)
- Arrêt-court  : shortstop
- As (*) : ace
- Assistance (*) : assist
- Attaque (*) : offense
- Atteindre la première base (*) : to reach first base
- Atteindre une base (*) ou gagner un but : to advance a base
- Attrapé de volée (*) : catch on the fly
- Attraper (*) : to catch
- Attraper (*) ou défendre (*) ou jouer en défense (*) ou ramasser (*) ou relayer (*) : to field
- Attraper régulier ou attraper légal : valid catch
- Attraper une balle de volée (*) : to catch a ball on the fly
- Autour du losange (*) : around the horn (en parlant d'un double jeu qui part de la troisième base vers la première)
- Avance : a lead (*)
- Avancer (*) : to advance

### B
- Bagarre générale (*) : brawl ou plus précisément bench-clearing brawl (bagarre « où les bancs [des joueurs] se vident »)
- Balle cassante (*) : breaking ball
- Balle courbe (*) curve ball
- Balle en jeu (*) : fair ball (à l'opposé d'une foul ball)
- Balle fronde : split-finger fastball ou forkball (*)
- Balle glissante : slider (*)
- Balle papillon : knuckleball (*)
- Balle passée (*) : passed ball
- Balle rapide : fastball (*)
- Balle tire-bouchon : screwball (*)
- Balle plongeante (*) : sinker
- Boîte du frappeur (*) : batter's box

### C
- Cercle d'attente (*) : on-deck circle
- Chandelle : a lazy fly ball ou fly (*)
- Chandelle intérieure : infield fly (*)
- Champ de vision (*) : line of vision
- Changement de vitesse (*) : change-up
- Chiffre magique : magic number
- Choix défensif (*) ou optionnel : fielder's choice
- Compte complet (*) : full count
- Coup de circuit : a home run (*)
- Coup sûr : a base hit (*)
- Coup sûr de plus d'une base : extra-base hit
- Coureur (*) : runner
- Coureur suppléant (*) : pinch runner
- Cycle (*) ou carrousel : Cycle

### D
- Déplacement défensif (*) ou défensive spéciale: defensive shift ou shift
- Double (*) : a double (2B)
- Double jeu (*) : double play (DP)
- Double substitution ou double remplacement (*) : double switch
- Deuxième base (*) : second base
- À domicile : at home

### E
- Enclos des releveurs (*) : bullpen
- Entraînement de printemps ou camp d'entraînement (*) : spring training
- Gradins (*) : bleachers
- Exercice au bâton, entraînement au bâton ou pratique (anglicisme) au bâton : batting practice, souvent abrégé en BP
- Expulsion (*) : ejection
- En danger (*) : jeopardy

### F
- Flèche : a line drive (*)
- Feinte irrégulière, feinte non réglementaire, feinte illégale : balk
- Frappeur ambidextre (*) : switch hitter
- Frappeur de puissance (*) : power hitter
- Frappeur désigné (*) ou frappeur de choix : designated hitter (DH)
- Frappeur suppléant (*) : pinch hitter (verbe : to pinch hit)
- Frapper (*) : to hit (the ball)
- Frappeur (*) : batter or hitter
- Fausse balle : foul ball (*)

### G
- Gant de baseball (*) : baseball glove
- Grillage arrière : backstop (*)
- Gėrant : manager

### I
- Indifference défensive : Defensive indifference
- Instructeur : coach
- Instructeur de banc, instructeur adjoint : bench coach
- Instructeur de premier but, de troisième but : first base coach, third base coach
- Instructeur des releveurs, instructeur des lanceurs de relève, instructeur de l'enclos de relève : bullpen coach
- Instructeur des lanceurs : pitching coach
- Instructeur des frappeurs : hitting coach, batting coach
- Interférence ou obstruction : interference

### J
- Joueur d'utilité : utility player

### L
- Losange : diamond (en référence à la forme de l'avant-champ d'un terrain de baseball)

### M
- Manche : an inning
- Marbre : home plate
- Marqueur officiel : official scorer
- Match de baseball : a baseball game
- Match de bris d'égalité, match de barrage ou match-suicide : tie-breaker ou tie-breaker game
- Match de meilleur deuxième (comptant comme une ronde éliminatoire) : Wild Card Game
- Match interligue : interleague game ou interleague play
- Match remis (souvent en raison de la pluie) : raincheck
- Mauvais lancer : Wild pitch
- Monticule : pitcher's mound
- Mouvement avec arrêt : set
- Mouvement sans arrêt : Wind-up
- Moyenne de points mérités : Earned run average (ERA)

### O
- Optionnel ou choix défensif : fielder's choice

### P
- Piste d'avertissement : the warning track
- Point mérité : earned run
- Point non mérité : unearned run
- Point produit : run batted in, fréquemment abrégé en RBI
- Point marqué: run scored
- Position de marquer : scoring position
- Programme double : double header
- Prise : strike

### R
- Releveur ou lanceur de relève : a relief pitcher
- Receveur : catcher
- Retour rapide : quick-pitch
- Ricochet : foul tip
- Règle du ballon à l'avant-champ : infield fly rule
- Retrait : out
- Retrait ou élimination : putout
- Retiré en tentative de vol : caught stealing
- Retrait sur trois prises : strike out

### S
- Sauvetage, victoire protégée : save
- Séries de divisions, Séries de divisions de la Ligue nationale, Séries de divisions de la Ligue américaine : Division Series, National League Division Series (NLDS), American League Division Series (ALDS)
- Série de championnat de la Ligue américaine ou de la Ligue nationale : American League Championship Series (ALCS), National League Championship Series (NLCS) ou League Championship Series (LCS)
- Série de matchs avec au moins un coup sûr : hitting streak
- Séries éliminatoires : playoffs ou postseason (pour « après-saison »)
- Série mondiale : World Series
- Simple : single
- Squeeze : squeeze play
- Stade : a ballpark, stadium, park
- Souricière : rundown
- Stoppeur (ou parfois : releveur numéro un) : closer
- Sauf : safe

### T
- Terrain : field
- Terrain de jeu : playing field
- Triple : triple
- Triple jeu : triple play (TP)
- Troisième but/base : third base
- Troisième prise non attrapée ou troisième prise échappée : uncaught third strike ou dropped third strike
- Tunnel de frappe ou cage des frappeurs : batting cage
- Total de buts : total bases
- Toucher : tag out

### V
- Voltigeur ou joueur de champ extérieur : outfielder

### Z
- Zone des prises : strike zone

## Vocabulaire anglais-français

### A
- Advance : avancer
- Assist : assistance (en défense)
- At bat : présence au bâton/au marbre
- Away : à l'extérieur

### B
- Base on balls : but sur balles
- Baserunner : coureur
- Balk : feinte irrégulière
- Ballpark : stade de baseball
- Base : but ou base
- Blown save : bousillage ou sabotage. C'est le fait pour un lanceur en relève en situation de sauvetage de laisser échapper l'avantage au score que son équipe avait au moment de son entrée.
- Boxscore : feuille de score
- Breaking ball : balle cassante
- Bullpen : piste ou enclos d'échauffement pour les lanceurs de relève. Par extension, l'ensemble des lanceurs de relève.
- Bunt : amorti

### C
- Call : annoncer
- Call a ball : annoncer une 'balle'
- Call a strike : annoncer une 'prise'
- Carousel : Carrousels
- Catcher : receveur
- Catch on the fly : arrêt de volée
- Caught stealing : retiré sur tentative de vol (de but)
- Centerfield : champ centre
- Change-up : balle à changement de vitesse
- Coach : instructeur
- Comebacker : balle frappée en flèche directement sur le lanceur
- Curveball : balle courbe

### D
- Dinger : coup de circuit
- Double play (DP) : double jeu
- Double switch : double remplacement ou double substitution
- Defensive shift : déplacement défensif ou défensive spéciale
- Designated hitter (DH) : frappeur désigné, frappeur du choix
- Dugout : abri des joueurs

### E
- Earned run : point mérite
- Earned run average (ERA) : moyenne de points mérités

### F
- Forkball : une balle fronde
- Foul ball : fausse balle
- Full count: compte complet

### G
- Game : un match
- Glove : un gant
- Gold Glove : Gant doré. Récompense attribuée au meilleur défenseur à son poste.

### H
- Home plate : le marbre
- Hit : coup sûr
- Hit by pitch : frappeur heurté par la balle du lanceur; le frappeur se rend automatiquement au premier but
- Hitter : frappeur
- Home run : coup de circuit

### I
- Inning : une manche
- Inside the park home run : circuit intérieur. L'attaquant frappe la balle dans les limites du terrain et parvient à faire le tour des buts sans que la défense n'ait le temps de le retirer.
- Interference : interférence - fait de gêner (joueur, arbitre, public)

### K
- Knuckle ball:  balle papillon

### L
- Line drive : une flèche

### M
- Make an out : effectuer un retrait

### P
- Pick-off throw : un lancer à un but pour retirer un coureur avancé
- Pinch hitter : frappeur d'urgence/suppléant/remplaçant
- Pinch runner : coureur d'urgence/suppléant/remplaçant
- Pitch : un lancer
- Pitcher : un lanceur
- Pitcher's mound : monticule

### R
- RBI: Point produit
- Reliever ou relief pitcher : un releveur ou lanceur de relève
- Rookie : joueur débutant
- Run : point
- Run scored: point marqué

### S
- Save : un sauvetage
- Scoring position: position de marquer
- Shift : déplacement défensif
- Silver Slugger: bâton d'argent. Récompense attribuée au meilleur joueur offensif à son poste
- Sinker : balle plongeante

- Slugger: cogneur
- Split-finger fastball : une balle fronde
- Squeeze play : squeeze
- Strike (verb) : lancer correct dans la zone de prise
- Strike (noun): prise
- Strike zone : la zone de prise
- Strikeout : retrait sur (3) prises
- Swing : mouvement du bâton

### T
- Tag out : toucher
- The Shift : déplacement défensif
- Throw : lancer en défense/relais
- Throwing error : erreur sur un lancer en défense
- Triple play : triple jeu

### U
- Umpire: arbitre

### W
- Walk : un but sur balles
- World Series : les Séries Mondiales